# Euphorbia lacei
Euphorbia lacei är en törelväxtart som beskrevs av William Grant Craib. Euphorbia lacei ingår i släktet törlar, och familjen törelväxter. Inga underarter finns listade i Catalogue of Life.

## Bildgalleri

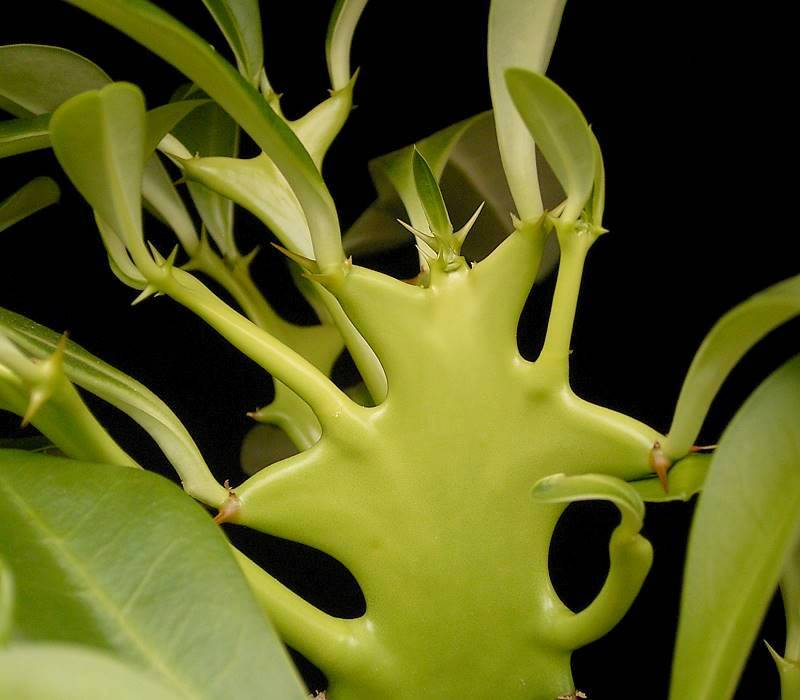
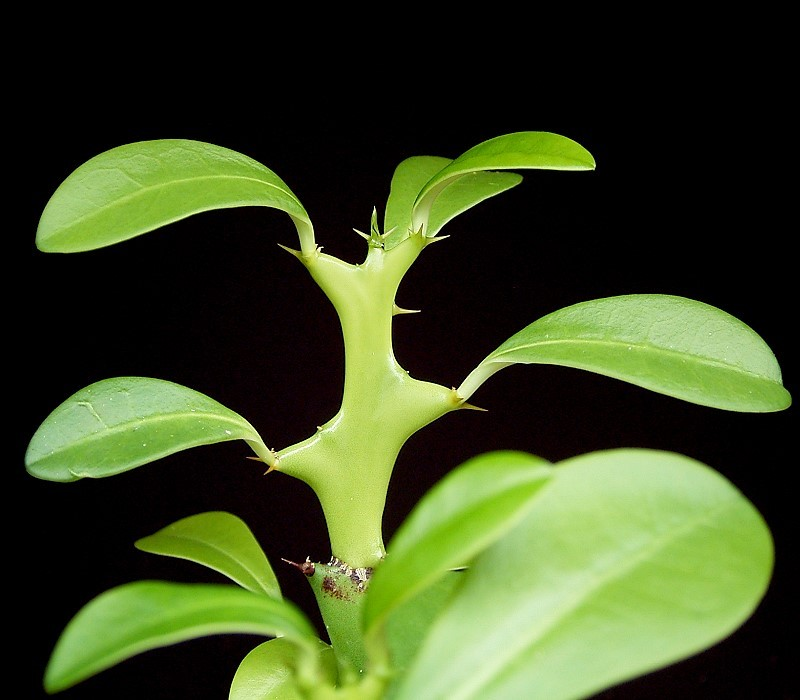